# PansonWorks
Panson Works（ぱんそん わーくす）は日本のデザイナー、イラストレーター。デザイン事務所。
エディトリアル全般からCDジャケットやロゴ、企業やブランドのキャラクター、既存のキャラクターとのコラボグッズイラストなどのデザインや映像制作などを手がける。Laundryへのデザイン提供で一躍有名に。
今までにTシャツ、ウェブページ、フィギュア、キーホルダー、文房具などのイラストをデザイン。

## 人物
名前に意味は特に無く、作家名というよりは屋号のようなものだという。
よくパーソンやパソコンなどと間違われる。
放送作家の吉原じゅんぺいは実弟。
2014年12月に公式アバター作成アプリ『SAY,PEOPLE!』をリリース。
2019年3月、自身初となる個展『IT'S A REAL WORLD』を東京、香港の２都市で開催。
同年7月、『ロビンくんとパンソンワークスのお友達展』を開催。
小さい頃からプリントや教科書に落書きをしており、絵を描くのが好きだった。
大学生時代はレコード会社や音楽雑誌に就職したいと考えていた。
ゲーム情報雑誌の編集者時代、自分がデザインをしてみたいと考えるようになり、「デザイナーになります」と一念発起して退社。
半年ほど無職になり、友達3人と部屋をシェアして借り、注文もないのに架空のイベントのポスターやフライヤーをデザインしていた。

## デザイン作品

### オリジナル
- ロビンくんと100人のお友達[5]
- ぼくポーラン[6]

### Laundry
- サンリオ
- ATHLETA
- HELLO KITTY
- 江ノ電
- 広島東洋カープ
- 読売ジャイアンツ
- 阪神タイガース
- 横浜DeNAベイスターズ
- 東京ヤクルトスワローズ
- 中日ドラゴンズ
- 北海道日本ハムファイターズ
- 福岡ソフトバンクホークス
- 千葉ロッテマリーンズ
- 埼玉西武ライオンズ
- 東北楽天ゴールデンイーグルス
- オリックス・バファローズ
- 川崎フロンターレ
- あらいぐまラスカル
- モンチッチ
- 鉄腕アトム
- BICYCLE

など。

### その他
- ONE PIECE
- サイボーグ009
- ドラゴンボール
- ジョジョの奇妙な冒険
- 美少女戦士セーラームーン
- FINGERS5
- キン肉マン
- モンスターハンター[7]
- ストリートファイター
- インディジョーンズ
- ルパン三世
- 忍者ハットリくん
- mishmash[4]

など。